# 表空间
表空间（英語：tablespace）是构成数据库的基本结构。一个数据库包含多个表空间，表空间由一个或多个数据库表（table）构成。

## 概述
一个表空间是一个存储位置，其中底层的基础数据库的对象可以保留。它在物理和逻辑数据之间提供了一个抽象层 并用于所有DBMS管理的段分配储存。 创建后，可以在创建数据库段时按名称引用表空间。
表空间仅指定数据库的储存位置，不指定数据库结构或数据库架构。 例如，同一模式中的不同对象可能具有不同的基础表空间。类似的，表空间可以为多个模式提供服务。有时，它可以用于指定模式，以便于在逻辑和物理数据层形成联系。
通过使用表空间，管理员还可以控制安装的磁盘布局。 表空间的常见是用于优化性能。 例如，可以将索引建立在高速的SSD（固态硬盘）上。 另一方面，包含很少访问的存档数据的数据库可以储存在较便宜的HDD（机械硬盘）上。
虽然表空间通常将其数据储存在文件系统的文件中，但是数据文件必须是表空间的一部分 ，一些数据库管理系统允许直接在操作系统（被称为原始设备）上配置表空间，从而通过避免操作系统文件的时间开销来提供更好的性能。
Oracle将数据逻辑储在表空间中，并与储存在物理内存上相应的表空间中的数据文件相关联。

## 备注
1. ↑  数据库段是占物理空间的数据库对象，例如表和索引。